# Luang
Die indonesische Insel Luang (indon. Pulau Luang) gehört zu den Sermata-Inseln (Südliche Molukken).

## Geographie

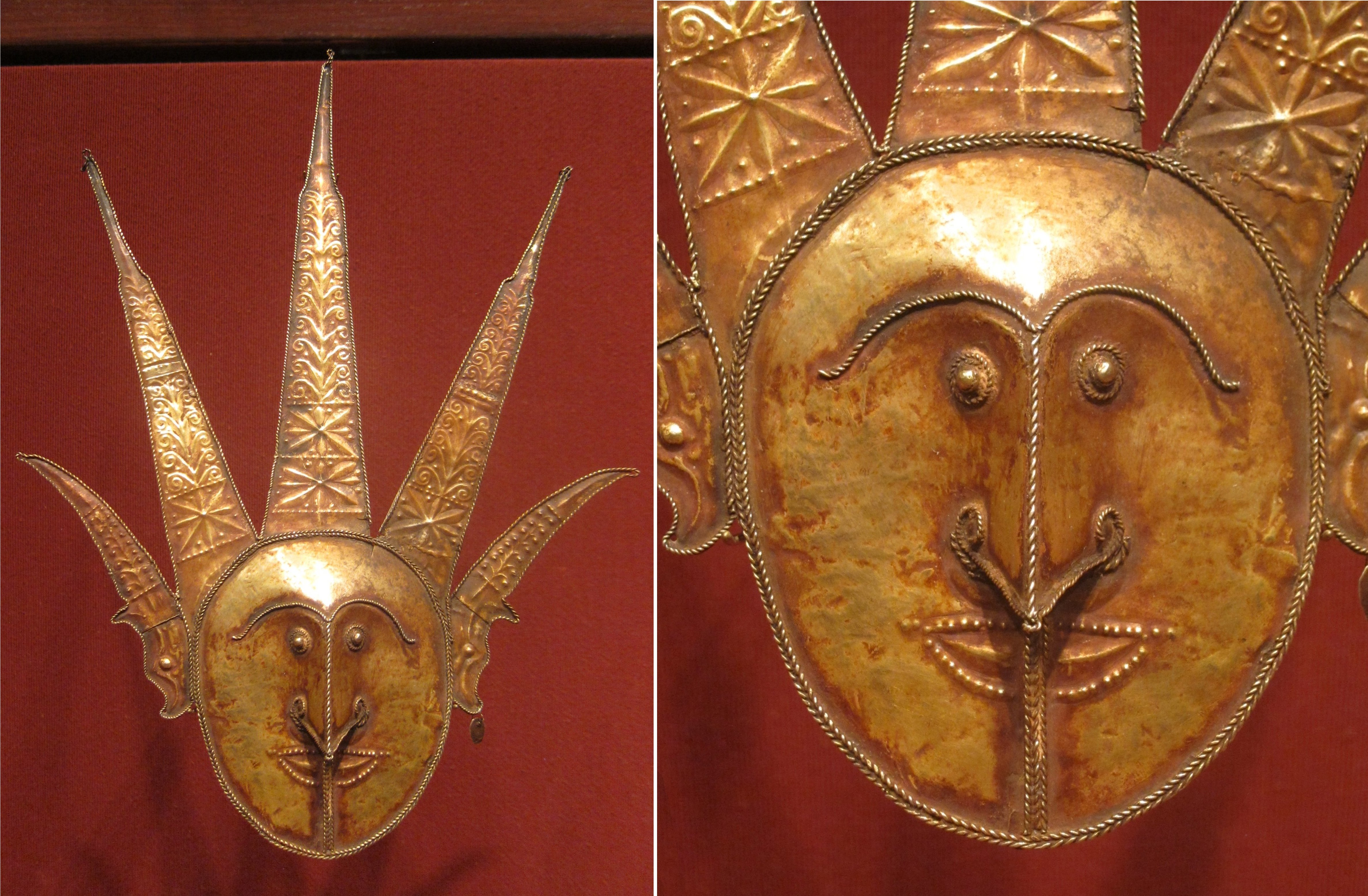
Kopfschmuck von Luang (19. Jh.)

Luang liegt westlich der Hauptinsel Sermata. Nördlich liegen die Insel Liakra, Tiara und Kepuri, südöstlich Matumara. Zwischen Sermata und Luang befindet sich die Insel Kalapa. Sie alle gehören zum Subdistrikt (Kecamatan) Mdona Hiera (Mdona Hyera), der Teil des Regierungsbezirk (Kabupaten) der Südwestmolukken (Provinz Maluku) ist.